# Les signes du messie
 (juin 2025).
Les signes du messie (hébreu : אתות המשיח Otot hamashia'h) est un opuscule médiéval d’eschatologie juive.
Rédigé en hébreu, il dévoile en dix étapes les événements censés devoir se produire à la fin des temps, au moment de la rédemption. Il emprunte des éléments à un opuscule mieux daté, le livre de Zorobabel, du début du VIIe siècle.

## Contenu
Le texte se base sur un fond oriental, en utilisant par exemple un mot arabe comme walad (enfant) et en développant les signes apocalyptiques selon une division en dix, que l'on retrouve dans la tradition islamique.[réf. nécessaire] L'auteur regarde l'Égypte sous un jour très favorable, puisqu'il apparaît comme un havre de paix pour Israël avant la tempête (sixième signe). Mais il élabore sur cette base une strate latinisante, où l'on trouve par exemple le mot vaï pour dire "malheur", ainsi que l'insistance sur Rome (qui ne semble pas être Byzance, comme dans le livre de Zorobabel). Il se situe donc probablement en Occident plusieurs siècles après les débuts de cette forme d'apocalyptique au VIIe siècle. Peut-être faut-il le situer en Espagne, dans le contexte de la reconquista.
Comme le montre ce résumé, ce sont en fait surtout les derniers signes qui sont développés en étapes chronologiquement distinctes.
1. Trois rois vont se lever contre le Saint béni soit-il (SBS), et prendront des décisions contre lui, la Torah et le temple. Ils règneront pendant neuf mois.
2. Le SBS fera venir une chaleur épouvantable qui provoquera des maladies mortelles parmi les nations du monde (mais sera pour les justes une source de guérison).
3. Le SBS fera tomber une rosée de sang qui sera vue par les nations du monde comme de l’eau qu'ils boiront et dont ils mourront.
4. Le SBS fera tomber une rosée de guérison pour que ceux qui se tiennent "au milieu"[1] puissent guérir de ce sang.
5. Le SBS changera le soleil en ténèbres pendant 30 jours (en application de la prophétie de Joël 2, 31: « Le soleil se changera en ténèbres, la lune en sang. »).
6. « Et un autre roi se lèvera à Rome et règnera sur toutes les nations pendant neuf mois ». À la fin des neuf mois se révèlera le messie fils de Joseph qui rassemblera Israël de tous les pays. Il s'appellera Néhémie fils de Hushiel. Il fera la guerre au roi de Rome/d'Edom et le tuera. Il apportera de Rome les ustensiles du temple qui s'y trouvaient cachés ("dans la maison de Jules César"). Le roi d'Égypte fera la paix avec lui et tuera tous ceux qui habitaient autour de Jérusalem, jusque Damas et Ashqélon.
7. Le SBS fera à Rome un miracle : la création de l'Antichrist à partir d'une statue en pierre d'une femme. Ce dernier s'appellera Armilus[2] et viendra provoquer le messie fils de Joseph en lui demandant de lui donner sa Torah et de le reconnaître comme Dieu. Une grande guerre s'ensuivra, où périra le messie fils de Joseph. Le reste d'Israël se réfugiera dans le désert de Juda quarante-cinq jours (d'après Dn. 12, 11-12). Armilus ira défaire l'Égypte et monter ensuite à Jérusalem pour la détruire une deuxième fois[3].
8. Michaël fera retentir sa trompe et le messie fils de David se manifestera aux justes d'Israël restés dans le désert de Juda. Ils monteront à Jérusalem. Armilus sera stupéfait de leur audace et montera de nouveau les combattre, mais cette fois c'est Dieu qui mènera directement la bataille. Armilus et toutes ses armées mourront "et nul ne survivra de la maison d'Ésaü" (Ab. 1, 18).
9. S'ensuivra le rassemblement de tout ce qui reste d'Israël parmi les nations, portées par les rois de ces nations jusqu'à Jérusalem, où le messie fils de David et Elie ressusciteront le messie fils de Joseph dont le corps avait été amené par les anges dans les portes de Jérusalem.
10. Au troisième son de la trompe, le SBS ramènera les tribus perdues et la Terre sera comme un paradis. L'arbre de vie sera de nouveau accessible.

## Texte
Le texte de référence est édité par Adolf Jellinek (en). Celui-ci écrit dans son introduction :

« Les Dix signes, qui précèdent l’arrivée du messie, se rattachent par leur genre littéraire au livre de Zorobabel, et sont également écrits dans le style apocalyptique. Ils reposent sur de très anciens récits de la nation juive, qui revivent périodiquement en temps de nécessité et de misère. Armitus est ici explicitement identifié à l’Antichrist, ce qui n’est pas encore le cas dans le Livre de Zorobabel ni dans le Midrash wa-Yosha. Notre recension est empruntée à l’ancienne collection d’opuscules Avkat Rôkhel, éd. Amsterdam, p. 2 ss. La collection de petites hagadot éditée d’après le Constantin. 1519 contient également un texte appelé Signes du messie (en note : Je n’ai cependant pas vu ce texte. – D’autre part dans le codex 17 de la Bibliothèque communale de Leipzig se trouve une recension plus courte des Signes du messie, avec le sous-titre : J’ai copié les Signes du messie depuis les midrash de Rav Hay Gaon. Cf. Kerem Chemed, VIII 101.) »

.
C'est un midrash qui mérite de prendre place entre l'eschatologie juive de l'époque romaine d'une part, et celle de l'époque moderne d'autre part.